# Laboratório de Engenharia e Exploração de Petróleo
O Laboratório de Engenharia e Exploração de Petróleo (LENEP) é parte integrante do Centro de Ciência e Tecnologia da Uenf CCT, da Universidade Estadual do Norte Fluminense, visando atuar no Setor de petróleo e gás, a maior riqueza da região Norte Fluminense, funciona no Município de Macaé, Rio de Janeiro.
Projetado para ter o porte de um instituto, a criação do LENEP em Macaé tem alcance estratégico, uma vez que neste Município está localizada a maior base operacional da Petrobrás, além de 50 outras empresas nacionais e estrangeiras envolvidas com as atividades de E & P (exploração e produção) de petróleo. Esta região é responsável atualmente por cerca de 82 % da produção nacional deste bem mineral [carece de fontes?].

## Ligações Externas
- Site oficial da Universidade Estadual do Norte Fluminense